# 俄罗斯入侵乌克兰时间轴 (2023年4月)

俄羅斯入侵烏克蘭的動態地圖（参见可交互的俄烏戰爭詳細地圖）

本條目主要列出俄罗斯入侵乌克兰在2023年4月的過程。

## 4月1日
烏克蘭國家安全局搜查烏克蘭東正教基輔洞窟修道院教務長都會主教帕夫洛的住所，並指控他2項罪名，分別是煽動宗教間的敵對和為俄羅斯的侵略辯解，基輔法院以煽動宗教仇恨、合理化俄羅斯侵略為由，判處東正教修道院教務長2個月軟禁。
烏克蘭體育部長古澤表示，自俄羅斯入侵烏克蘭以來，已經奪走262名烏克蘭運動員的性命，摧毀363座運動設施，並呼籲不要允許俄羅斯運動員參加各式競賽。烏克蘭外交部長對俄羅斯本月起接任聯合國安理會輪值主席國形容是有史以來最糟糕的愚人節笑話，並明確提醒世人國際安全架構運作方式的問題，烏克蘭總統顧問則表示，這是對國際法的又一次蹂躪。
俄羅斯國防部長紹伊古訪問俄羅斯駐烏克蘭作戰部隊總部時表示，俄羅斯將採取措施增加對前線部隊的彈藥供應，並表示最需要的彈藥供應量已經確定，正在採取必要的措施來增加相關供應。
俄羅斯傳媒援引俄羅斯總統普京一項法令報道，俄羅斯春季例行徵兵已經開始，俄羅斯總參謀部海軍少將弗拉基米爾·茨姆利揚斯基表示，在70萬名潛在的應徵人員中，約有14.7萬人已被徵召入伍，但這些人員中，沒有人會去往烏克蘭參戰。
英国国防部表示，俄罗斯总参谋长瓦列里·格拉西莫夫指挥的旨在扩大俄罗斯对乌克兰整个顿巴斯地区控制权的冬季总攻行动已经失败。
德国国防部长表示，在向乌克兰提供大量武器后，德国联邦国防军的装备缺口扩大。除去已经先前承诺的武器外，德国将不会再从库存中拿出武器支持乌克兰。
波蘭總理表示，烏克蘭已經訂購100輛「Rosomak」多用途裝甲車，裝甲車是根據芬蘭許可證在波蘭製造，屬於AMV裝甲車的衍生型。

## 4月2日
烏克蘭頓涅茨克州長表示，俄羅斯軍隊發射兩枚S-300導彈襲擊東部的康斯坦丁諾夫卡市中心，造成至少6名平民死亡，8人受傷。
俄佔梅利托波尔遭到烏克蘭炮击，造成6人受傷。
俄羅斯第二大城巿聖彼得堡一家咖啡店發生爆炸，造成1人死亡，最少30人受傷。死者是支持出兵烏克蘭的俄羅斯知名軍事博主弗拉德伦·塔塔尔斯基。當局拘捕一名女子。當局把案件列作恐怖襲擊並展開調查，被拘捕的女子之前曾因參加反戰示威而被扣留。 

## 4月3日
烏克蘭國家廣播公司報道，在過去24小時內，俄羅斯軍隊炮擊扎波羅熱地區的16個定居點。烏克蘭武裝部隊總參謀部表示，俄軍並沒有停止對巴赫穆特的進攻，但烏克蘭戰士英勇地守住這座城市，擊退敵人的多次進攻。
俄羅斯傭兵組織瓦格納集團領袖普里格津表示，僱傭兵已掌控烏克蘭東部城市巴赫姆特主要市政大樓，在法律意義上，俄羅斯已經占領巴赫姆特。
烏克蘭總統澤連斯基與德國副總理和歐洲委員會總書記前往烏克蘭北部切爾尼戈夫地區的亞吉德涅，在一年前近400名居民被俄軍關押在學校地下室27天，其中11人喪生。另外，總統澤連斯基表示，巴赫穆特的戰鬥特別激烈。 
聯合國人權事務高級專員表示，自俄羅斯入侵烏克蘭以來，聯合國已確認有超過8451名平民死亡，14,156人受傷，烏克蘭的死亡率可能更高，因為武裝衝突可能會推遲死亡報告。高級專員亦表示，這些數字只是冰山一角，大多數傷亡的原因是俄羅斯軍隊在居民區使用廣效爆炸性武器。
北約秘書長斯托爾滕貝格表示，西方盟友已經向烏克蘭提供570億英鎊的軍事援助，以幫助烏克蘭打擊俄羅斯的全面入侵。
波蘭表示已向烏克蘭提供了一些米格-29戰鬥機。

## 4月4日
烏克蘭方面表示，俄羅斯發射17架無人機襲擊烏克蘭，其中14架被防空部隊擊落，敖德薩地區一家企業被擊中，沒有人員傷亡，另外，俄羅斯軍隊炮擊哈爾科夫地區庫皮揚斯克，導致一棟建築物起火，此外，俄羅斯軍隊炮擊赫爾松地區61次，其中10枚炮彈擊中一個住宅區和一個醫療機構，造成1人死亡。頓涅茨克地區官員表示，午夜至凌晨，有四人被俄羅斯軍隊炮擊喪生，兩人在託雷茨克，阿夫迪伊夫卡和託爾斯克各一人，另有三名居民受傷。
俄佔頓涅茨克市官員表示，烏克蘭軍隊炮擊該市彼得羅夫斯基區的一所學校，導致學校受損，没有傷亡報告。
遭到國際刑事法院指控在烏克蘭犯下戰爭罪的俄羅斯兒童權利專員表示，國際刑事法院的指控是虛假，更表示，自2022年2月以來，俄羅斯已經接收來自烏克蘭頓巴斯地區的500多萬難民，包括73萬名兒童。
北歐國家芬蘭基於俄羅斯入侵烏克蘭後改變軍事上中立不結盟的政策，於去年5月聯同瑞典宣布申請加入北約，北約秘書長斯托爾滕貝格宣佈芬蘭正式加入北大西洋聯盟，放棄幾十年的軍事不結盟。
美國宣佈向烏克蘭提供價值26億美元的軍事援助，包括三臺空中監視雷達、反坦克火箭等。 

## 4月5日
俄佔扎波羅熱官員表示，一架烏克蘭無人機在扎波羅熱核電站附近墜毀，未有對核電站構成威脅。
俄羅斯國營傳媒引緊急服務部門報道，位於莫斯科市中心一棟屬於俄羅斯國防部的大樓發生火災，未知原因。
乌克兰总统泽连斯基抵达波兰。自俄乌战争爆发以来，波兰除了接收超过100多万乌克兰难民、提供军事武器，还呼吁西方盟国支援乌克兰。另外，澤連斯基表示，烏克蘭軍隊在東部城市巴赫穆特面臨困難的局面，但如果他們有可能被俄羅斯軍隊包圍，基輔將做出相應的決定來保護他們。

## 4月6日
Ukroboronprom宣布将与波蘭軍備集團一起生产125毫米口徑的坦克炮弹。
有关美国和北约计划帮助乌克兰准备对俄罗斯发动春季攻势详细计划的秘密文件遭到泄露。
巴西总统卢拉对媒体表示，乌克兰应该对放弃克里米亚以换取与俄罗斯的和平的想法持开放态度。不過這一提議遭到乌克兰外交部发言人拒绝。

## 4月9日
CNN表示，由於美国国防部泄露机密文件，乌克兰方面不得不修改其军队的部分作战计划。

## 4月10日
烏克蘭和俄羅斯互相交換戰俘。烏克蘭方面釋放了106名俄罗斯士兵，俄羅斯方面釋放了100名乌克兰人。

## 4月11日
丹麥代理國防部長表示該國爭取在當年夏季之前向烏克蘭提供100輛豹1A5。
东亚日报表示，韩国3月与拜登政府达成协议，将以租借的方式向美国提供50万发155毫米炮弹。美国先将美军储备填满后，再向乌克兰支援炮彈。這意味著韩国政府间接向乌克兰提供武器援助。
西班牙向乌克兰运输第一批6辆修理过的德国豹式坦克。

## 4月12日
網上出現了烏克蘭士兵被斬首的視頻。乌克兰总统對斬首行為予以谴责。不過克里姆林宫发言人德米特里·谢尔盖耶维奇·佩斯科夫则表示，这些视频的真实性还需要核实。
正在美国访问的乌克兰总理什梅加尔与美国国防部长劳埃德·奥斯汀举行了会谈。什梅加尔表示希望美国为乌克兰提供包括防空系统、火炮和弹药、远程武器系统以及战斗机在内的更多军事援助。

## 4月13日
乌克兰国家反腐败局将小米公司列入“俄罗斯战争国际赞助商名单”。乌克兰国家反腐败局表示小米公司在俄罗斯全面入侵烏克蘭后，不仅仍在俄罗斯国内继续经营，而且还是该國智能手机的领导品牌。乌克兰国家反腐败局已将21家公司列入战争国际赞助商名单。
德国国防部长宣布，德國已同意波兰向乌克兰提供五架米格29战斗机。
欧盟外交政策负责人何塞普·博雷利宣布，欧盟开始向乌克兰移交价值超过10亿美元的弹药。
欧盟理事会将瓦格纳集团及所属媒体列入制裁名单。

## 4月14日
僱傭軍組織「華格納集團」的聯合創建者和實際領導者普里格津呼籲普京結束「特別軍事行動」，理由是俄羅斯已取得計劃中的成果。
斯洛維揚斯克的一個公寓樓遭到俄羅斯炮擊，造成9人死亡。

## 4月15日
波兰、匈牙利政府决定，将禁止进口来自乌克兰的谷物及其他农产品。由於大批烏克蘭農產品从乌克兰黑海港口运出並积压在东欧国家，导致東歐国家市场供大于求，农产品价格走低，引发农民不满。欧盟委员会表示，歐盟各成员国贸易政策的决定权应属于欧盟，波兰、匈牙利兩國采取单边行动的做法是不可接受的。

## 4月16日
乌克兰和俄罗斯互相交換戰俘。俄羅斯方面釋放了约一百三十名乌克兰战俘。乌克兰方面將约八十二名俄罗斯陣亡士兵的遗体交還給俄罗斯。
中国国防部长李尚福会见俄罗斯总统普京。兩人會面之際，有报道称乌克兰军队發現俄罗斯的武器中有不少來自中国的零部件。
巴西总统卢拉指责美国和欧洲在延长俄烏戰爭。美方官員对卢拉的言论感到气愤，並指巴西与中国和俄罗斯走到了一起。

## 4月17日
斯洛伐克决定停止从烏克蘭進口穀物。

## 4月18日
俄羅斯總統普京到訪俄占赫尔松州和卢甘斯克州。
波兰允許乌克兰农产品过境波蘭，但继续禁止进口烏克蘭農產品。
德國方面表示該國已經將愛國者導彈系統交付給烏克蘭。
乌克兰内政部宣布該部門建成了一個在线数据库，該數據庫记录的是在烏克蘭陣亡的俄罗斯和烏東亲俄士兵的姓名以及死亡地点和死亡日期。

## 4月19日
韩国总统尹锡悅宣布，如果俄罗斯再对乌克兰平民发动大规模袭击，該國将向乌克兰提供军事援助。德米特里·梅德韦杰夫表示，如果韩国向乌克兰提供军事援助，俄罗斯将向朝鲜民主主义人民共和国提供军事援助。
保加利亞宣布對進口烏克蘭穀物實施臨時禁令，但不包括過境穀物。匈牙利則宣布擴大烏農產品進口禁令適用範圍。
美国政府宣布将向乌克兰提供价值3.25亿美元的额外军事援助。这是自2021年8月以来，美国总统拜登第36次行使总统行政权力直接批准对乌军事援助资金。
乌克兰国防部第一副部长表示，美国、荷兰和德国提供的爱国者防空导弹系统已抵达乌克兰。

## 4月20日
哥伦比亚总统拒绝向乌克兰政府提供武器和军事装备。
北约秘书长斯托尔滕贝格到訪基輔。荷兰与丹麦共同为乌克兰购买了14辆豹2A4型主战坦克。
梅利托波尔市市长称扎波罗热州多地的俄佔區出现人员和设备疏散迹象。

## 4月21日
加拿大方面表示正向乌克兰提供价值约3900万加元的军事援助。
美國方面表示美方很快將展開訓練烏軍使用M1艾布蘭戰車，德國則宣布與波蘭達成協議，將在波蘭成立豹2戰車維修中心。
乌克兰部队空军司令表示，爱国者防空系统已经在乌克兰进入战备狀態。

## 4月23日
乌克兰军队已在第聂伯河西岸灘頭（達契村附近）登陸並建立陣地。

## 4月24日
塞瓦斯托波尔市長表示，黑海舰队击退了水面无人艇的攻击。

## 4月25日
库皮扬斯克的一个博物馆被一枚俄罗斯S-300导弹击中，造成两人死亡，十人受伤。
乌克兰表示在过去三天里，俄罗斯每天有13至20件军事装备在第聂伯河东岸被烏克蘭武裝部隊摧毁。

## 4月26日
中華人民共和國領導人習近平與烏克蘭總統弗拉基米爾·澤連斯基通電話，為2022年俄羅斯入侵烏克蘭以來二人首次通話。習近平向澤連斯基表示中方將派中國政府歐亞事務特別代表赴烏克蘭等國訪問，就政治解決烏克蘭危機同各方進行深入溝通。
聯合國就加強與歐洲委員會合作的議案進行辯論及表決，議案提到，「俄羅斯侵略烏克蘭，此前侵略喬治亞，俄羅斯在歐洲委員會的成員資格已被取消，令歐洲面對前所未有的挑戰，需要加強聯合國與歐洲委員會的合作，基於主權、領土完整及任何國家的政治獨立的基礎上，重建及維持和平及安全。」，大會就議案進行投票，其中122個國家投贊成票，當中包括，此前就有關俄烏戰爭議案，尤其涉及譴責俄羅斯入侵烏克蘭的內容，投棄權票的中國，五國投反對票，包括俄羅斯、白俄羅斯等；另有十八國投棄權票。
烏克蘭國防部表示，俄羅斯已在烏克蘭戰場投入36.9萬名士兵及出動近5,900件重武器。

## 4月27日
北约秘书长斯托尔滕贝格表示，自战争开始以来，乌克兰已收到230辆坦克和1550辆装甲车，北约還培训了不少乌克兰人，並且已向烏克蘭提供防空武器和一些米格-29飞机。
莫斯科法院對維基百科的託管平台維基媒體基金會處以200萬盧布的罰款，最新的罰款是因為未能從維基百科中刪除一篇包含有關烏克蘭戰爭的“機密軍事信息”的文章。 俄羅斯數字事務部長 Maksut Shadaev 指其「還沒屏蔽維基百科，目前還沒有這樣的計劃。」。此為俄羅斯法院自2023年以來的第七次罰款。
梅利托波爾警察局長被簡易爆炸裝置炸死，當地另有1名警察身亡，1名警察受傷。

## 4月28日
俄羅斯對基輔、第聶伯羅、克列緬丘格、波爾塔瓦、尼古拉耶夫和烏曼等多個城市發動空襲。至少有兩枚導彈擊中烏曼的一座九層公寓樓，造成至少23人死亡，另有17人受傷。另外兩人在第聶伯羅遇難。23枚導彈中有21枚被攔截。
烏克蘭國防部長阿列克謝·列茲尼科夫表示，烏克蘭已基本準備好反攻。
美国众议院外交事务委员会通过了一项决议，要求拜登政府向国会公布美军事人员在乌克兰部署的情况以及未来对乌军援助的计划。

## 4月29日
克里米亚共和国首脑谢尔盖·阿克肖诺夫表示塞瓦斯托波尔的一个燃料储存设施遭到乌克兰无人机的袭击並且引發大火。烏克蘭方面表示，有10罐石油产品和40,000吨燃料被摧毁。赫尔松地区当局报告称，俄罗斯对该地区的持续轰炸导致两人死亡，还有其他人员受伤。
乌克兰外交部发言人表示，乌外交部已向波兰大使馆和欧盟驻乌克兰代表团递交照会，强调对乌克兰农产品进口贸易进行限制是“绝对不能接受的”。

## 4月30日
教宗方濟各表示，教廷正參與一項試圖終結俄羅斯和烏克蘭衝突的和平任務，但拒絕提供進一步細節。 